# Albula/Alvra
Albula/Alvra ist eine im Jahr 2015 entstandene politische Gemeinde in der Region Albula des Schweizer Kantons Graubünden. Sie liegt im mittleren Albulatal und wird von bedeutenden Verkehrsachsen durchquert. Albula/Alvra ist eine offiziell zweisprachige Gemeinde mit Deutsch und Rätoromanisch als Amtssprachen.
Das Gemeindegebiet befindet sich im regionalen Naturpark Parc Ela und gehört mit dem Gebiet «Rhätische Bahn in der Kulturlandschaft Albula/Bernina» seit 2008 zum UNESCO-Welterbe.

## Geschichte

### Entstehung der Gemeinde
Die Gemeinde Albula/Alvra entstand am 1. Januar 2015 durch die Fusion der vorher selbständigen Gemeinden Alvaneu, Alvaschein, Brienz/Brinzauls, Mon, Stierva, Surava und Tiefencastel. Seit dem Beginn des 21. Jahrhunderts wurden Gebietsreformen im Albulatal geplant. Besonders im Bildungswesen gab es seit längerem eine regionale Zusammenarbeit. Von den damals elf Gemeinden im Tal nahmen sieben am Fusionsprojekt teil. Bei Volksabstimmungen am 28. Februar 2014 hiess die Bevölkerung der sieben Gemeinden den Fusionsvertrag mit durchschnittlich 87 Prozent Ja-Stimmen gut.
Das neu geschaffene Gemeindewappen zeigt über dem blau-weiss gewellten Schildfuss, der den Fluss Albula symbolisiert, auf rotem Grund sieben Sterne für die vereinigten Gemeinden. Die offizielle Blasonierung lautet: «In Rot über gewelltem und dreimal geteiltem Schildfuss von Weiss/Blau/Weiss/Blau sieben fünfstrahlige gelbe Sterne, kreisförmig angeordnet.»
| Name             | Fläche km² | Einwohner 31. Dezember 2013 | Dichte pro km² |
| ---------------- | ---------- | --------------------------- | -------------- |
| Alvaneu          | 35,63      | 403                         | 11             |
| Alvaschein       | 4,08       | 142                         | 35             |
| Brienz/Brinzauls | 13,37      | 128                         | 10             |
| Mon              | 8,46       | 90                          | 11             |
| Stierva          | 10,56      | 134                         | 13             |
| Surava           | 6,68       | 196                         | 29             |
| Tiefencastel     | 14,85      | 254                         | 17             |
| Total            | 93,63      | 1347                        | 14             |

### Geschichte des Gemeindegebiets
In der Landschaft an der mittleren Albula sind Siedlungsspuren und Funde aus der prähistorischen Zeit und auch der Abbau von Erz nachgewiesen.
Bei Tiefencastel befindet sich der Flussübergang der seit der Antike bedeutenden Alpenstrasse vom Septimer- und vom Julierpass über die Albula. Die Verkehrsroute folgt südlich davon dem Tal der Julia, die bei Tiefencastel in die Albula mündet, und überquert gegen Norden den Sattel von Lenzerheide nach der Kantonshauptstadt Chur im Rheintal. In der Umgebung der Transitstrasse sind Spuren bronzezeitlicher und römischer Siedlungen bekannt. Seit der Spätantike lag die Landschaft im Zentrum des Gebiets von Churrätien.
Mehrere Ortsnamen der Siedlungen von Albula/Alvra sind erstmals in Urkunden aus dem frühen und dem hohen Mittelalter erwähnt:
- 831 Tiefencastel als villa in castello Impitinis
- um 840 Brienz/Brinzauls als Brinzola
- um 840 Stierva als Seturiuo
- 1154 Alvaschein als Alvisinis

In der Karolingerzeit entstand in einer Hügelzone nahe von Alvaschein das Kloster Uapitines, bekannt als Sankt Peter von Mistail. Von der Anlage ist noch die Klosterkirche erhalten, die ein gutes Beispiel einer karolingischen Saalkirche ist.
Die Gegend um Tiefencastel war um das 12. Jahrhundert Grenzland zwischen den Herrschaftsgebieten des Bischofs von Chur im Oberhalbstein und der Freiherren von Vaz im Norden, deren ehemaliges Herrschaftszentrum mit der Burg Belfort zwischen Brienz/Brinzauls und Alvaneu liegt.
Seit dem 15. Jahrhundert gehörten die Ortschaften des Albulatals und des Oberhalbstein dem Gotteshausbund an, der 1471 mit dem Grauen Bund und dem Zehngerichtebund den Freistaat der Drei Bünde bildete. Dieser wurde 1799 als Kanton Rätien ein Teil der Helvetischen Republik, die in den ehemaligen Bürgergemeinden neu die Einwohnergemeinden einführte. Diese Gemeindeform wurde 1803 vom neuen Kanton Graubünden übernommen.
Seit dem Mittelalter stand bei Alvaneu in der Nähe der Albula ein Heilbad, das Kuren mit schwefelhaltigem Wasser aus einer Mineralquelle anbot. Seit 2001 wird der Betrieb als Kur- und Wellnesshotel geführt.
In der ersten Hälfte des 19. Jahrhunderts baute der Kanton Graubünden die neue Passstrasse über den Julier und etwas später die Talstrasse nach Bergün. Um 1900 entstand die Albulabahn mit dem Bahnhof Tiefencastel.

## Geographie

### Gemeindegebiet
Die neue Gemeinde mit den sieben Fraktionen zählte (Stand 2015) rund 1370 Einwohner. Ihr Verwaltungssitz befindet sich im zentralen Talort Tiefencastel. Nachbargemeinden sind Arosa, Bergün Filisur, Lantsch/Lenz, Schmitten, Surses, Thusis, Vaz/Obervaz sowie Zillis-Reischen.

### Landschaft
Das Gemeindegebiet von Albula/Alvra hat eine Fläche von 9363 Hektaren und liegt zum grössten Teil im mittleren Albulatal zwischen der Mündung des Landwassers in die Albula und der Schinschlucht. Im Gebiet von Albula/Alvra befindet sich ein 16 Kilometer langer Abschnitt des Flusses, in welchen bei Tiefencastel von links auch noch die Julia (rätoromanisch Gelgia) einmündet. Die Ortschaften Alvaneu Bad, Surava, Tiefencastel und Alvaschein liegen im Talgrund an der Kantonsstrasse, die von der Schinschlucht nach Bergün/Bravuogn bzw. Davos führt. Mon und Stierva liegen südlich der Albula am nordöstlichen Abhang des Piz Curvér (2730 m ü. M.), Vazerol, Brienz/Brinzauls und Alvaneu Dorf auf Hangterrassen nördlich der Albula.
Weit im Norden von Alvaneu und ausserhalb des Einzugsgebiets der Albula gehört das Hochtal Welschtobel (rätoromanisch Igl Cuolm) im Flussgebiet der Plessur zur Gemeinde. Es wird vom Welschtobelbach gegen Norden entwässert, der bei Arosa in die Plessur mündet. Seit dem 15. Jahrhundert gehörte das vom Albulagebiet aus nur auf dem Fussweg über den Furclettapass erreichbare Tal mit der Alp Ramoz zum Gebiet Inner-Belfort und später zur Gemeinde Alvaneu. Die höchsten Berggipfel nördlich von Brienz/Brinzauls und Alvaneu und an der Gemeindegrenze sind das Aroser Rothorn (2980 m ü. M.), das Lenzer Horn (2906 m ü. M.) und das Erzhorn (2924 m ü. M.).
Der tiefste Punkt des Gemeindegebiets liegt in der Albulaschlucht bei Solis auf 824 m ü. M., die höchste Erhebung am Piz Mitgel südöstlich von Tiefencastel auf 3098 m ü. M.

### Rutschung Brienz/Brinzauls
Das Dorf Brienz/Brinzauls liegt auf einem Erdrutschgebiet, das seit sehr langer Zeit in Bewegung ist, und unterhalb eines aktiven Erosionsgebietes am Piz Linard. Seit 2008 und erneut seit 2019 ereigneten sich immer wieder Steinschläge und Hangrutschungen in der Nähe des Dorfes. Der Gemeindeführungsstab von Albula/Alvra ist für die Analyse der Gefahrensituation und behördliche Massnahmen zuständig. Wegen einer akuten Verschärfung der Bergsturzgefahr ordnete die Instanz die vollständige Evakuierung des Dorfes Brienz/Brinzauls zum 12. Mai 2023 an. Infolge eines erneuten Felssturzes kam es am 17. November 2024 zu einer erneuten Evakuierung des Ortes, die Bewohner mussten ihr Dorf verlassen und dürfen es voraussichtlich bis Frühjahr 2025 nicht mehr betreten.

## Wappen
| Wappen von Albula/Alvra | Blasonierung: «In Rot über zwei silbern-blauen Wellen sieben kreisförmig gelegte fünfstrahlige goldene Sterne (2, 2, 2, 1)»            |
| Wappen von Albula/Alvra | Die sieben Sterne beziehen sich auf die Anzahl der vereinigten Gemeinden. Der gewellte Schildfuss soll den Fluss Albula symbolisieren. |

## Bevölkerung
| Bevölkerungsentwicklung | Bevölkerungsentwicklung | Bevölkerungsentwicklung | Bevölkerungsentwicklung | Bevölkerungsentwicklung | Bevölkerungsentwicklung | Bevölkerungsentwicklung | Bevölkerungsentwicklung |
| ----------------------- | ----------------------- | ----------------------- | ----------------------- | ----------------------- | ----------------------- | ----------------------- | ----------------------- |
| Jahr                    | 2010                    | 2011                    | 2012                    | 2013                    | 2014                    | 2015                    | 2016                    |
| Einwohner               | 1363                    | 1346                    | 1369                    | 1347                    | 1322                    | 1331                    | 1331                    |

### Sprachen
Albula/Alvra befindet sich, sprachgeographisch gesehen, an der Sprachgrenze bzw. im Mittelbündner Grenzraum zwischen der deutschen und der rätoromanischen Sprache. Die Gemeinde ist offiziell zweisprachig. Bei der letzten Volkszählung im Jahr 2000 gaben in den damaligen sieben Gemeinden 64 Prozent der Einwohner Deutsch und 30 Prozent Romanisch als ihre Hauptsprache an. Bis zum 19. Jahrhundert sprach die Bevölkerung aller sieben Fraktionen allgemein den romanischen Dialekt Surmiran, und die Ortschaften gehörten zum traditionell rätoromanischsprachigen Gebiet Graubündens. Im Verlaufe des 20. Jahrhunderts nahm vor allem in den Strassendörfern der Gebrauch der deutschen Sprache wie in vielen rätoromanischsprachigen Gebieten durch die Zuwanderung, wirtschaftliche Beziehungen, den Bau der Eisenbahn, den Tourismus und die Sprachpolitik zu und drängte das Romanische zunehmend an den Rand. In den beiden Dörfern Alvaneu und Surava führte die Germanisierung schon in den Anfängen des 20. Jahrhunderts dazu, dass das Rätoromanische weitgehend aufgegeben wurde. In den anderen Dörfern blieb die romanische Umgangssprache teilweise erhalten. Der Anteil der romanischsprachigen Bevölkerung in den Ortschaften variiert stark. Während in Surava und Alvaneu gemäss Zensus 2000 der Anteil von romanischsprachigen Personen noch 11 Prozent resp. 17 Prozent betrug, waren es in Stierva und Mon noch 66 Prozent resp. 52 Prozent.
Die 2014 von der Bevölkerung der Vorgängergemeinden angenommene neue Gemeindeverfassung der Gemeinde Albula/Alvra bezeichnet das Deutsche und das Rätoromanische als offizielle Amtssprachen. 2016 wurde ein mit der Lia Rumantscha und der Uniun Rumantscha Grischun Central ausgearbeitetes kommunales Gesetz zur Förderung der romanischen Sprache erlassen.

### Nationalität
Ende 2015 waren von den in der Gemeinde ansässigen Personen 1147 Schweizer Staatsangehörige, 184 Einwohner waren ausländischer Herkunft. Der Ausländeranteil beträgt somit 13,8 Prozent.

### Konfessionen
Alle sieben Ortschaften der Gemeinde sind traditionell katholisch geprägt. Im Jahr 2000 waren 1027 Personen römisch-katholisch, was einem Bevölkerungsanteil von 75,1 Prozent entspricht. Daneben gab es 14,4 Prozent evangelisch-reformierte Christen, 1,5 Prozent Muslime und 3,4 Prozent Konfessionslose. Die restliche Bevölkerung gehörte anderen Glaubensgemeinschaften an oder machte keine Angaben zu einem Glaubensbekenntnis.

## Politik
Die von der Gemeindeversammlung erlassene Gemeindeverfassung datiert vom 27. Juni 2014. Die Stimmberechtigten bilden in ihrer Gesamtheit das oberste Organ der Gemeinde. Sie üben ihre Rechte nach Massgabe dieser Verfassung in der Urnengemeinde und in der Gemeindeversammlung aus.

### Gemeindevorstand
Der Gemeindevorstand ist die Verwaltungs- und Polizeibehörde der Gemeinde. Er besteht aus dem Gemeindepräsidenten und sechs weiteren Mitgliedern.
| Funktion          | Name            |
| ----------------- | --------------- |
| Gemeindepräsident | Daniel Albertin |
| Vizepräsidentin   | Patrizia Zanini |
| Vorstandsmitglied | Flavia Balzer   |
| Vorstandsmitglied | Martin Christen |
| Vorstandsmitglied | Reto Crameri    |
| Vorstandsmitglied | Agnes Simeon    |
| Vorstandsmitglied | Ivan Sonder     |

### Grossratswahlen
Die Gemeinde Albula/Alvra wird von den beiden Grossräten Reto Crameri (Die Mitte) und Luana Bergamin (Die Mitte) aus dem Wahlkreis Alvaschein vertreten. Bei den Grossratswahlen vom 15. Mai 2022 betrugen die Wähleranteile in Albula/Alvra:
| Die Mitte | SP & Grüne | SVP    | FDP   | GLP   |
| --------- | ---------- | ------ | ----- | ----- |
| 68,0 %    | 13,0 %     | 10,3 % | 5,1 % | 3,6 % |

### Nationalratswahlen
Bei den Nationalratswahlen 2023 betrugen die Wähleranteile in Albula/Alvra:
| Die Mitte | SVP    | SP     | FDP   | GLP   | Grüne | EVP   | EDU   | übrige |
| --------- | ------ | ------ | ----- | ----- | ----- | ----- | ----- | ------ |
| 46,1 %    | 23,3 % | 12,4 % | 9,7 % | 3,9 % | 2,4 % | 0,7 % | 0,7 % | 0,8 %  |

## Verkehr

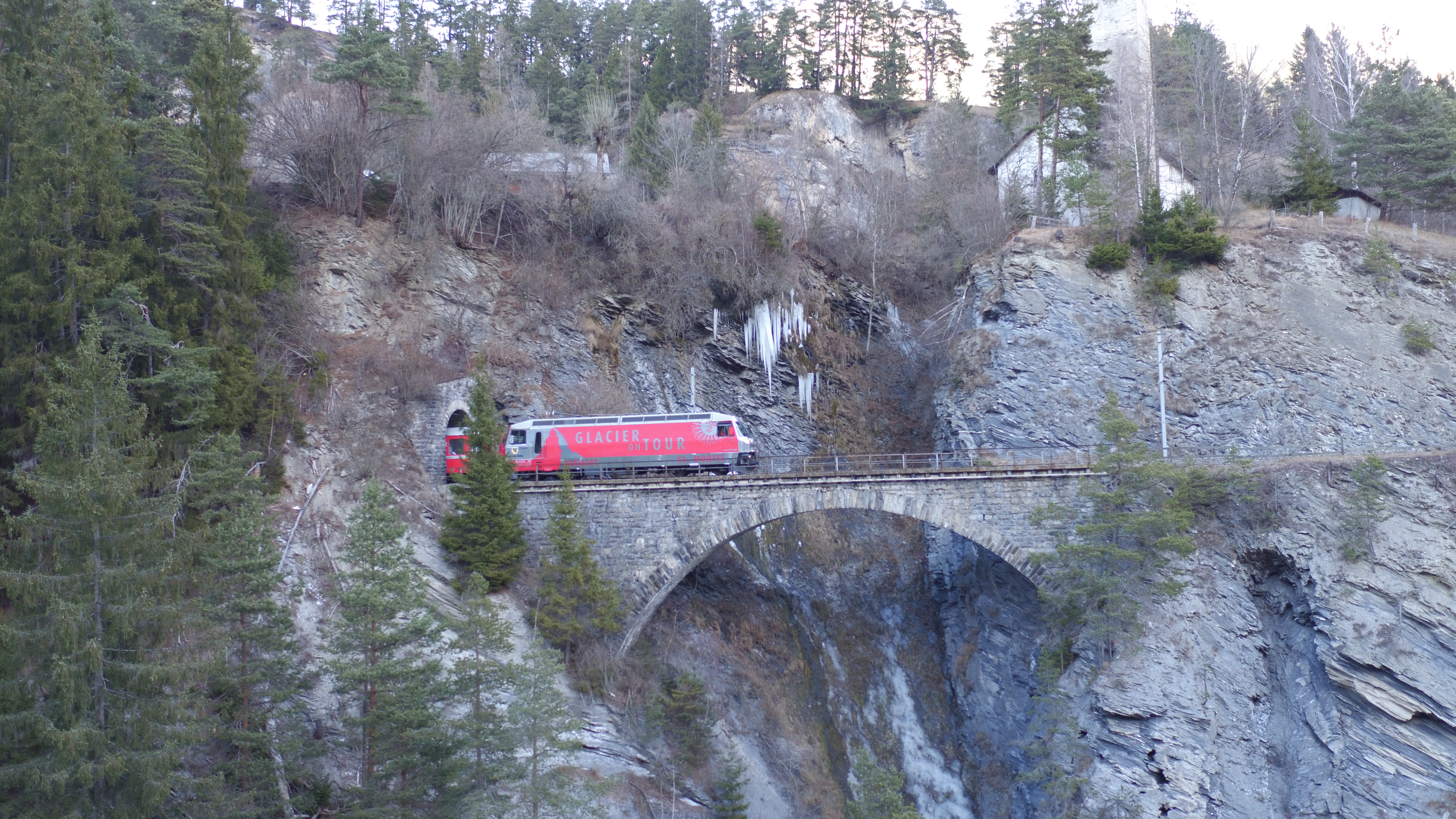
Bahnstrecke bei Mistail

Von 1820 bis 1849 dauerte der Ausbau der Passstrasse von Lenzerheide über Tiefencastel und den Julierpass nach Chiavenna (Hauptstrasse 3). Von 1855 bis 1866 entstand der Strassenabschnitt von Tiefencastel nach Bergün (Hauptstrasse 417). Um 1900 baute die Rhätische Bahn die Albulastrecke, an welcher im Gemeindegebiet die Stationen Tiefencastel, Surava und Alvaneu liegen. Die Bahn führt bei Albula/Alvra durch mehrere Tunnel und überquert westlich von Alvaschein die Schinschlucht auf dem 164 Meter langen Soliser Viadukt. Die Julierstrasse war seit den 1930er-Jahren die erste asphaltierte, wintersichere Passstrasse Graubündens. Von 1992 bis 2004 erneuerte der Kanton die Julierstrasse auf vielen Abschnitten. 1992 wurde der 706 Meter lange Tunnel durch den Felsvorsprung Crap Ses (südlich des Gemeindegebiets von Albula/Alvra) in Betrieb genommen. Zum Strassenausbau gehörte die 1998 errichtete Umfahrungsstrasse von Tiefencastel mit einer neuen Albulabrücke (Neislasbrücke).
Durch die Ortschaften im Gemeindegebiet und auf die Berge führen zahlreiche Wanderwege. Von Chur aus führt die Route des Fernwanderwegs «Via Sett» durch Alvaschein und Tiefencastel (Route 64 im Wanderwegnetz von SchweizMobil). Die Wanderroute «Via Albula/Bernina» (Route 33) durchquert vom Domleschg aus die Schinschlucht, passiert Mistail und Tiefencastel und führt der Albula entlang nach Bergün/Bravuogn. Südlich von Surava ist der «Pfad der Pioniere Parc Ela» angelegt, der durch eine schroffe Berglandschaft mit einem Naturwaldreservat zur Felsnadel Crap Furò (deutsch «gespaltener Felsen») und zum geografischen Mittelpunkt des Kantons Graubünden führt. Durch das Albulatal verläuft der Radweg 6 «Graubünden-Route».

## Sehenswürdigkeiten
- Klosterkirche Sankt Peter
- Ruine der Burg Belfort
- Kirche Sankt Franziskus in Mon

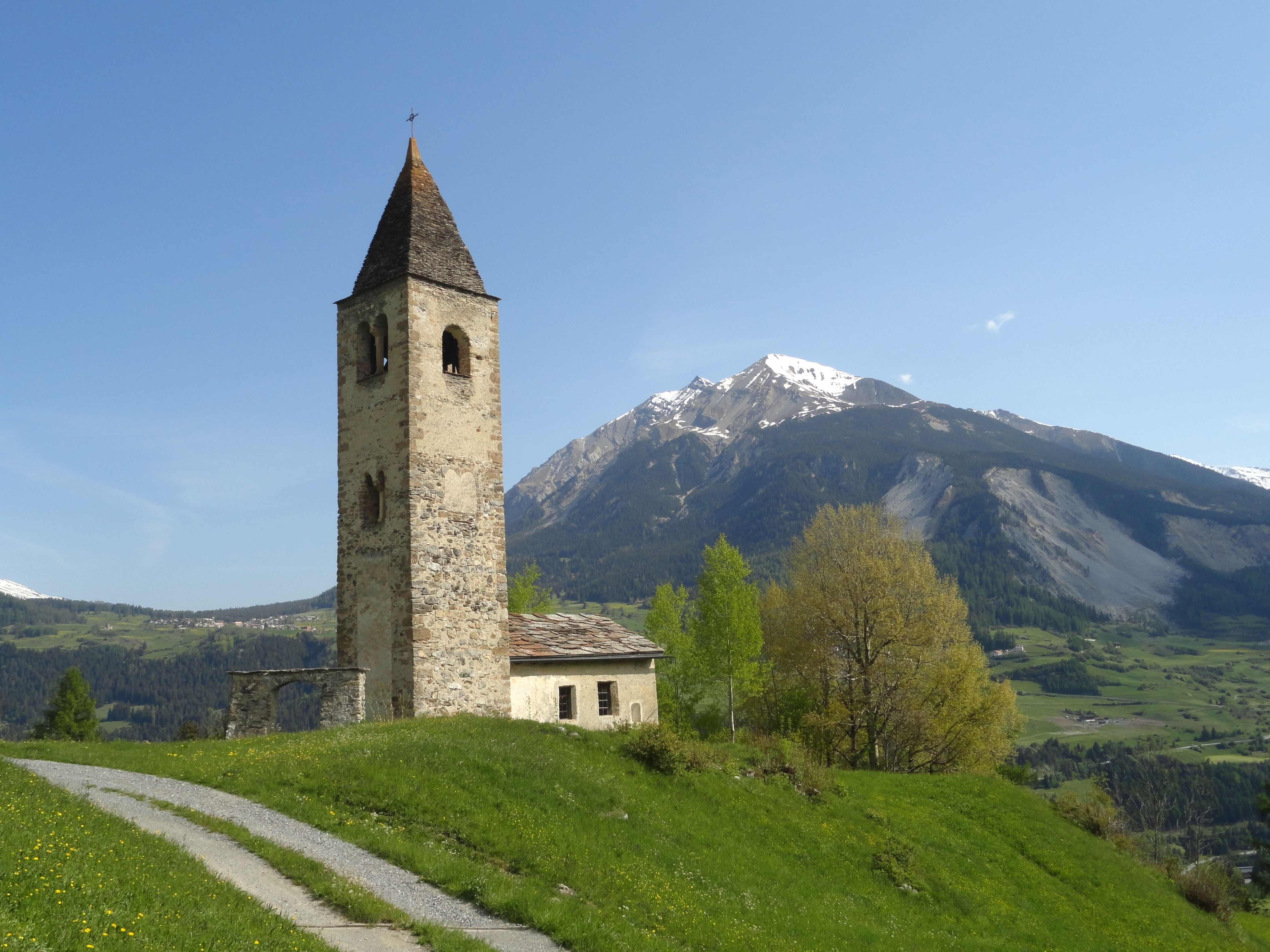
Kirche St. Cosmas und Damian in Mon

- Kirche Sankt Stefan in Tiefencastel
- Katholische Kirche Alvaneu
- Kirche Sankt Calixt in Brienz/Brinzauls
- Kirche Sankt Magdalena in Stierva
- Bogenbrücke der Schinstrasse bei Alvaschein
- Soliser Viadukt
- Bahnhof Tiefencastel